# Bob Beaman

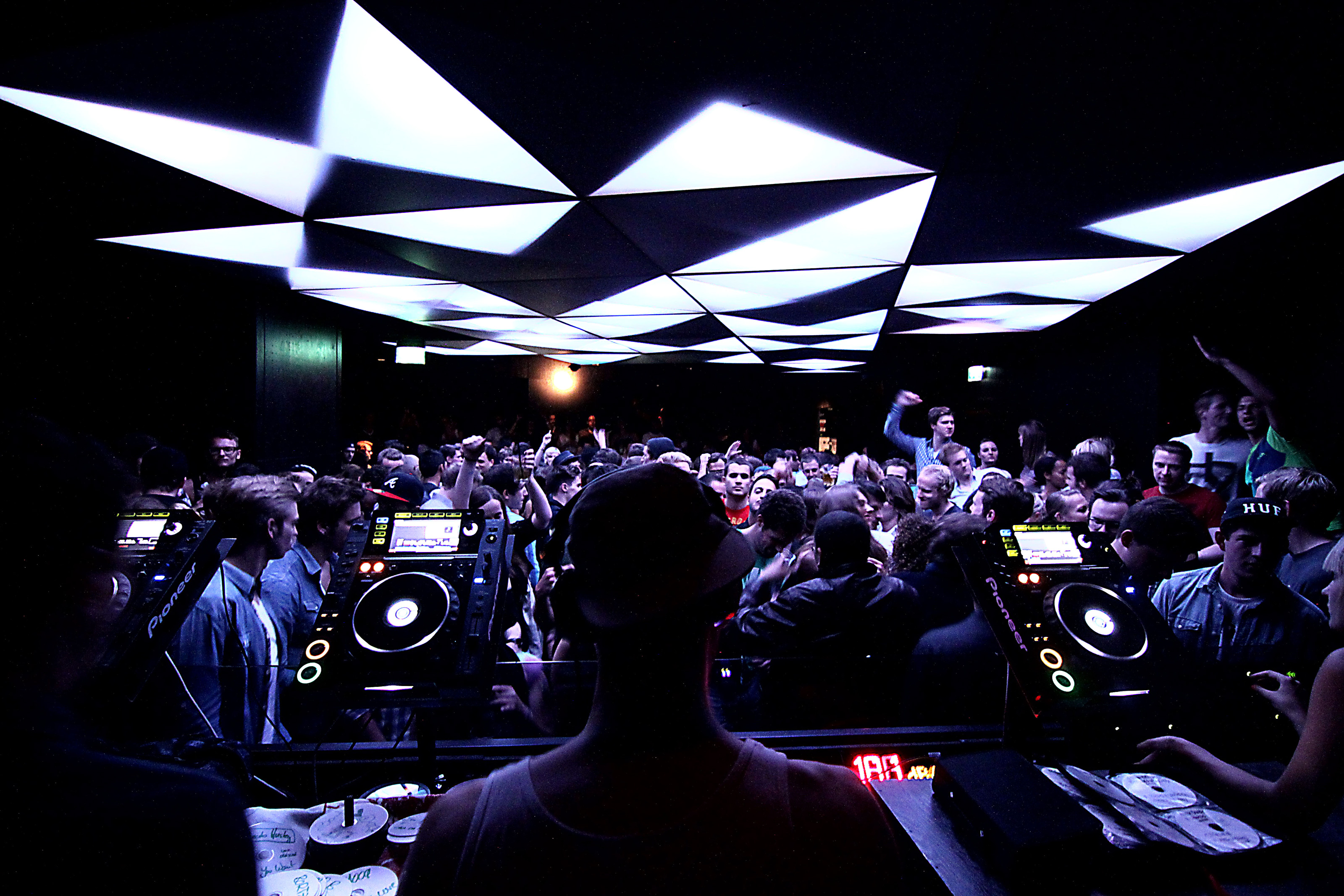
Das Bob Beaman (2014)

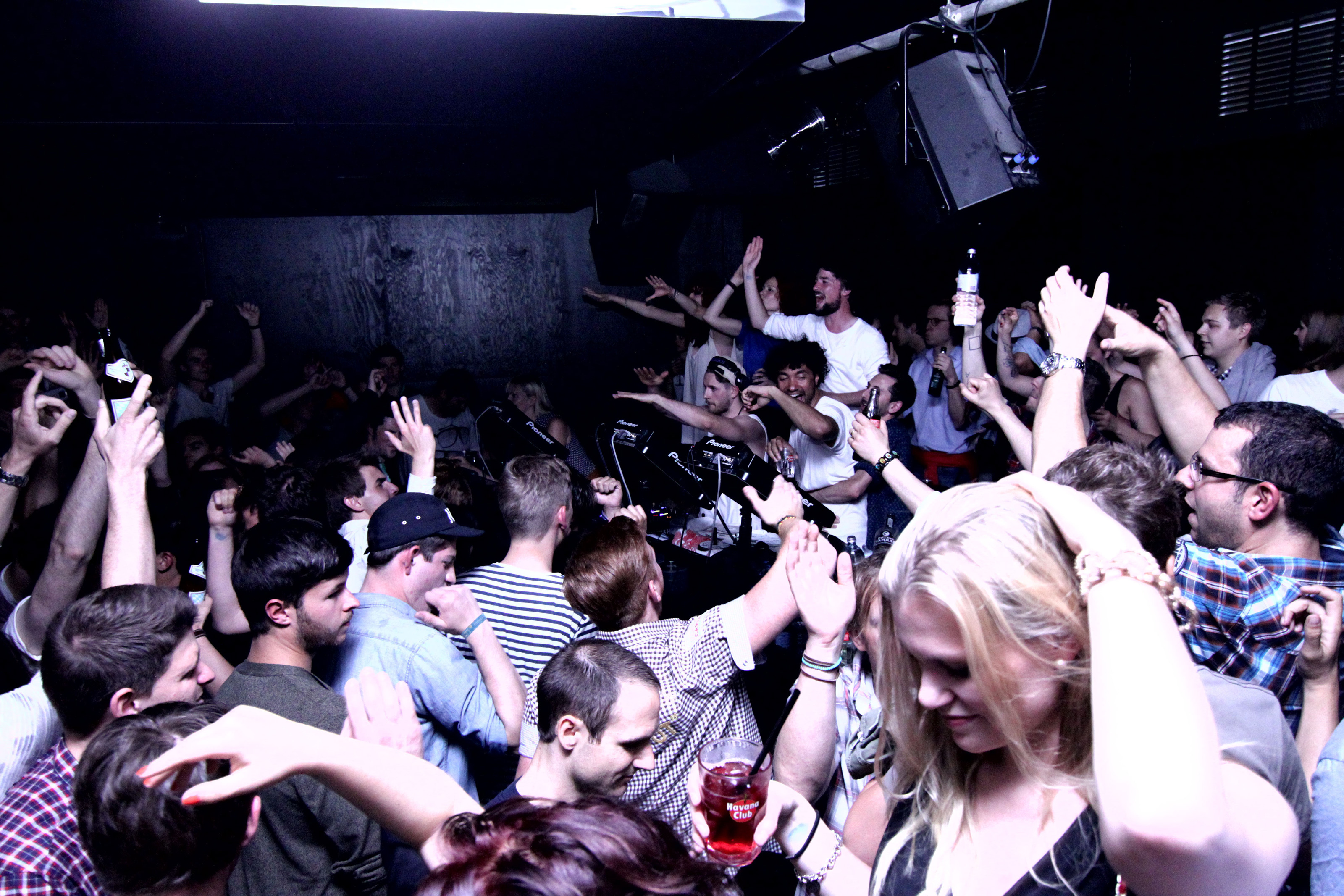
Party im Bob Beaman. Leicht rechts der Bildmitte die DJ-Kanzel, die Club-untypisch kaum vom Gästebereich separiert war.

Das Bob Beaman war von 2010 bis 2019 ein bekannter Techno-Club im Bezirk Maxvorstadt der Münchner Innenstadt.

## Geschichte und Veranstaltungsort

### Sound- und Lichtarchitektur

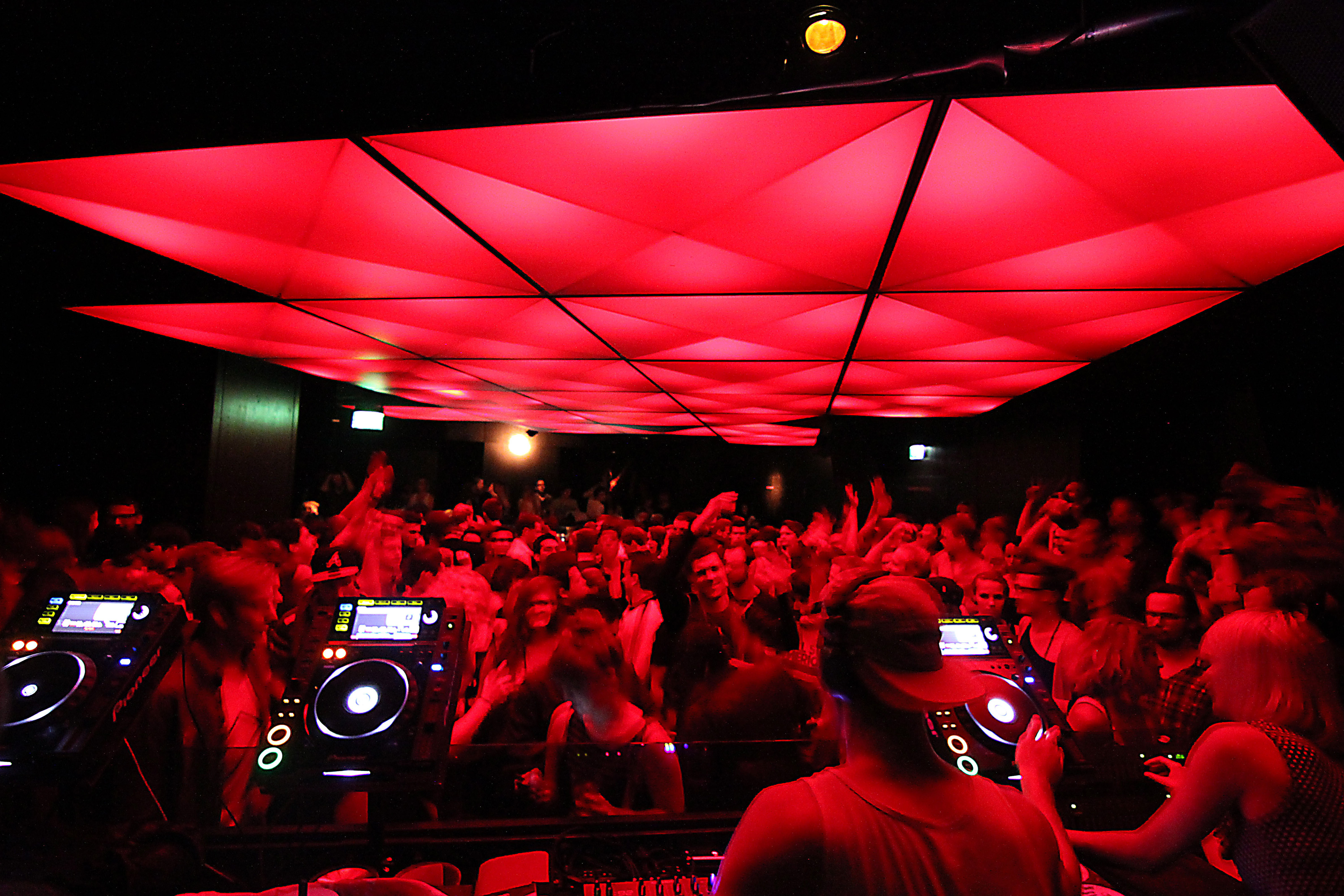
Die Lichtdecke wurde anfangs von einem eigenen Lichtjockey, später direkt vom Musiksignal gesteuert

Das Bob Beaman wurde im Oktober 2010 eröffnet. Im Jahr 2009 bekamen die Gründer des Bob Beaman das Angebot, das Rechenzentrum einer Bank im von Alexander von Branca erbauten Gabelsberger Turm zu einem Club umzubauen. Das Konzept war dabei, nach der Devise form follows function ein optimiertes Klangerlebnis zum zentralen Thema des Clubs zu machen und eine bestmögliche Raumakustik zu bieten. Dafür wurde der Club von innen nach außen geplant und von Architekten und Akustikern eine Raum-in-Raum-Konstruktion entwickelt, so dass der Club zu 90 Prozent aus mit 8000 Löchern perforierten Wänden aus dunklem Seekiefernholz bestand und dabei keine Wand parallel zu einer anderen stand. Für eine optimale Beschallung wurde eine Martin-Soundanlage verbaut und auf die Raumsituation abgestimmt. Das DJ-Booth wurde in Beton gegossen, um beim Auflegen von Vinyl (Schallplatte) auch geringste Vibrationen und Störungen zu vermeiden. 
Insgesamt war der Club eher puristisch eingerichtet und weitgehend ohne Sitzmöglichkeiten, um den Fokus auf das Tanzen zu setzen. Mit diesem Konzept, alles auf die akustischen Anforderungen auszurichten und einen Techno-Club gleichsam als Konzertsaal zu konzipieren, setzte das Bob Beaman damals neue Standards für die Soundarchitektur von Clubs. Der Club wurde somit auch als die „Philharmonie unter den Münchner Clubs“ bezeichnet. Unter anderem wegen seiner herausragenden Klangeigenschaften galt der Club bald als einer der besten in Deutschland und Europa.
Neben der Soundarchitektur wurde auch die abgehängte Lichtdecke des Clubs wiederholt in den Medien hervorgehoben. Zunächst wurde das Lichtsystem über einen Lichtjockey gesteuert, in späteren Jahren reagierte es mittels Geräuschsensoren direkt auf die Musik. Die Süddeutsche Zeitung beschrieb die wabenartige Lichtinstallation als „Kaleidoskop-Himmel“, unter dem sich „das Wach- und Schlafverhältnis auch gern einmal umdrehen“ ließe.

### DJs, Musik und Szene

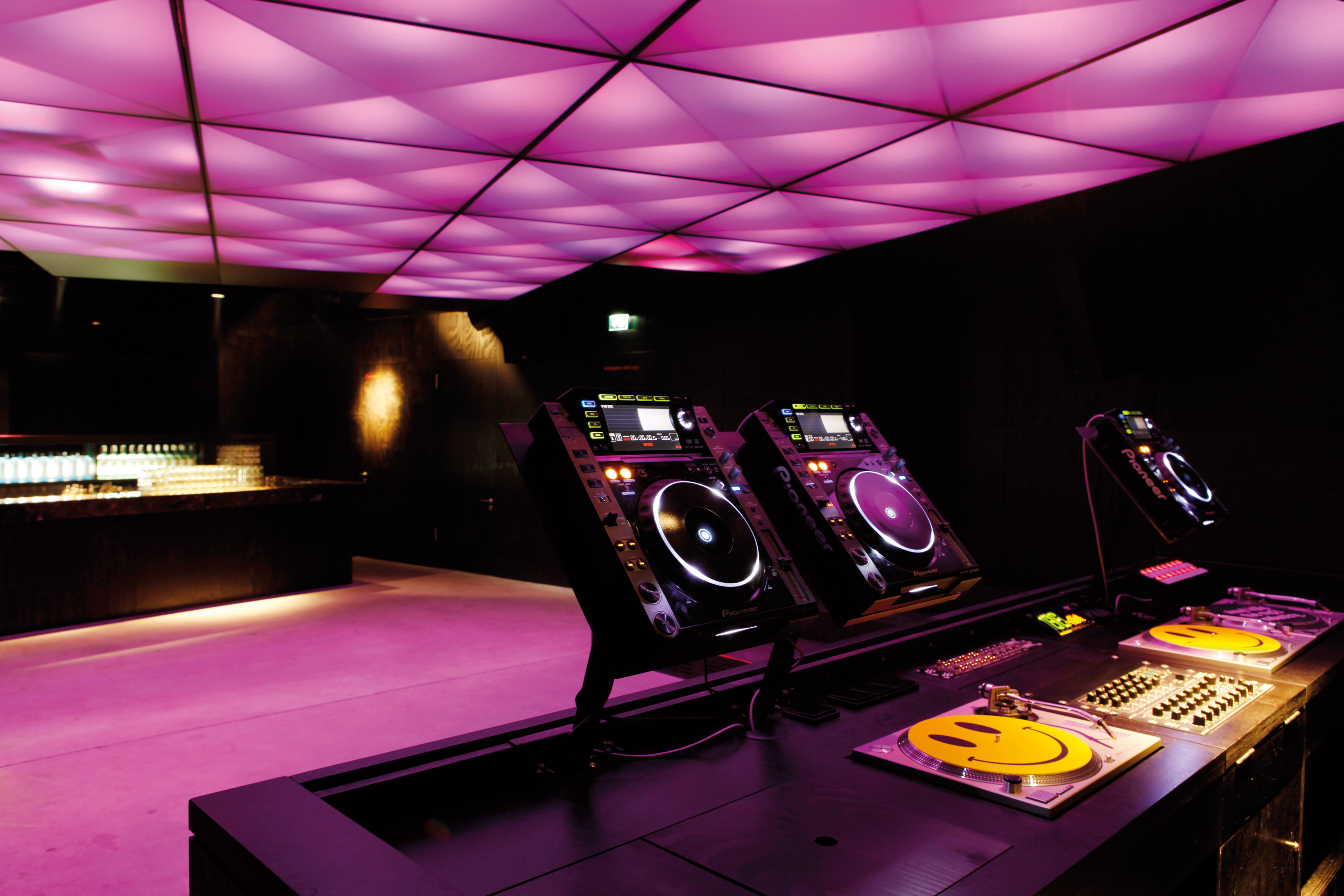
Das DJ-Pult umfasste drei analoge Schallplattenspieler und drei DJ-CD-Player (schräge obere Reihe) an einem gemeinsamen Mischpult

Das Bob Beaman erlangte aber nicht nur durch seine Klangarchitektur Bekanntheit, sondern machte sich innerhalb kürzester Zeit auch mit seinem erstklassigen Booking einen Namen und galt diesbezüglich bald als einer der besten Clubs in Europa. Der Club galt als Spielstätte für vorwiegend international bekannte DJs und Liveacts aus den Bereichen Techno und House, unter anderem traten hier DJ Hell, Carl Craig, Green Velvet, Kerri Chandler, Guy Gerber, Seth Troxler, Chris Liebing, Solomun, Henrik Schwarz, Monika Kruse, Nina Kraviz, Move D, Rainer Trüby, DJ Koze, Hans Nieswandt, DJ Sprinkles, George FitzGerald, Loco Dice, Moonbootica, Agoria, Dixon, Shit Robot, Tama Sumo, M.A.N.D.Y., Sascha Braemer, Âme, Felix Kröcher, Matthew Dear, Christian Prommer, Robert Owens, Kink, Butch, Honey Dijon und Gerd Janson auf. Booker und Kreativdirektor des Clubs war David Muallem. Resident DJs waren neben Muallem unter anderem Roland Appel, Sascha Sibler und Leo Küchler. Nachdem der Booker und die Resident DJs das Bob Beaman im Jahr 2016 verließen, um den Blitz Club zu gründen, richtete sich der Club neu aus und es wurden nun auch Hip-Hop und Drum’n’Bass mit ins musikalische Programm aufgenommen.
Bekannte Veranstaltungen im Bob Beaman waren unter anderem das über drei Tage andauernde SMiLE-Festival und die Eventreihe The Art of Dance. DJ Hell veranstaltete im Club regelmäßig seine Bavarian Gigolo Nights. Auch die seit den 1990er Jahren in München stattfindende Clubnacht World League fand regelmäßig im Bob Beaman statt.
Aufgrund seiner ausgezeichneten Akustik war das Bob Beaman auch als Konzertsaal für andere Musikrichtungen interessant. So fanden regelmäßig Klassikkonzerte im Club statt, unter anderem gastierten die Münchner Philharmoniker, das Symphonieorchester des Bayerischen Rundfunks sowie Gewinner des ARD- und Echo-Musikpreises im Bob Beaman.

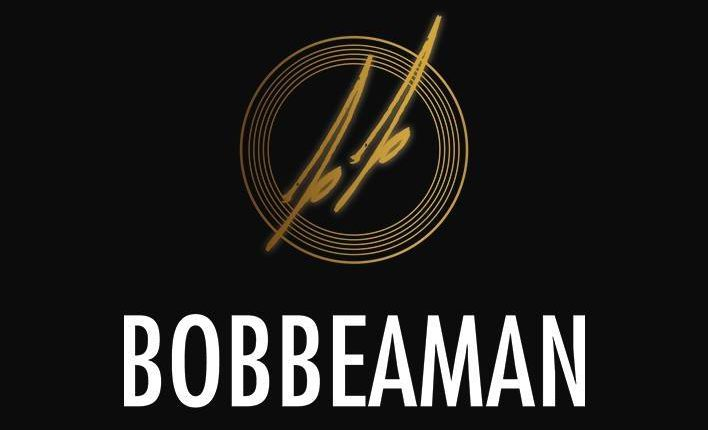
Logo des Clubs

### Sonstige Einrichtungen
Außerhalb des Clubs besaß das Bob Beaman einen Außenbereich, in dem in den Sommermonaten regelmäßig Tages-Raves stattfanden. Die Lautstärke und Müllproblematik führten dabei jedoch wiederholt zu Beschwerden der Anwohner.

### Ende des Clubs
Überraschend und ohne jedes Vorzeichen gab der Club im August 2019 sein Ende bekannt, was eine entsprechende Resonanz in den Medien nach sich zog. Der Grund für die Schließung war, dass die Vermieter des Gebäudes Eigenbedarf angekündigt hatten. Da sich die Schließung während der Sommerpause des Clubs ereignete, gab es auch keine Closing- bzw. Abschluss-Party. Kurz vor dem Ende des Clubs hatte es im Frühjahr 2019 noch einen Betreiberwechsel gegeben. Im Februar 2020 kam es im Zusammenhang mit dem überraschenden Ende des Clubs zu einem Rechtsstreit zwischen den alten und den letzten Betreibern über die Ablösesumme für die Einrichtung und die Mietkaution.

## Bob Beaman als Filmdrehort
Das Bob Beaman ist ein zentraler Schauplatz im Kinofilm Safari – Match Me If You Can aus dem Jahr 2018, in dem sich die Protagonisten im Szene-Club nach Kontaktaufnahme über eine Dating-App kennenlernen. Der Dreh im Club fand mit den Hauptdarstellern und etwa 90 Komparsen im Spätsommer 2017 statt.

## Rezeption
Das Bob Beaman war einer der bekanntesten Münchner Clubs der 2010er Jahre mit regelmäßiger Berichterstattung in überregionalen, deutschlandweiten und internationalen Medien. Im Resident Advisor Ranking wurde das Bob Beaman als einer der populärsten Clubs Münchens bewertet, über die längste Zeit seines Bestehens belegte es hier Platz 3. Das Fachmagazin Groove bewertete das Bob Beaman „nicht nur wegen seines Sounds“ zu einem der besten Clubs in Europa. Das Goethe-Institut nannte das Bob Beaman als ein Beispiel für das Clubsterben der späten 2010er Jahre.

## Galerie

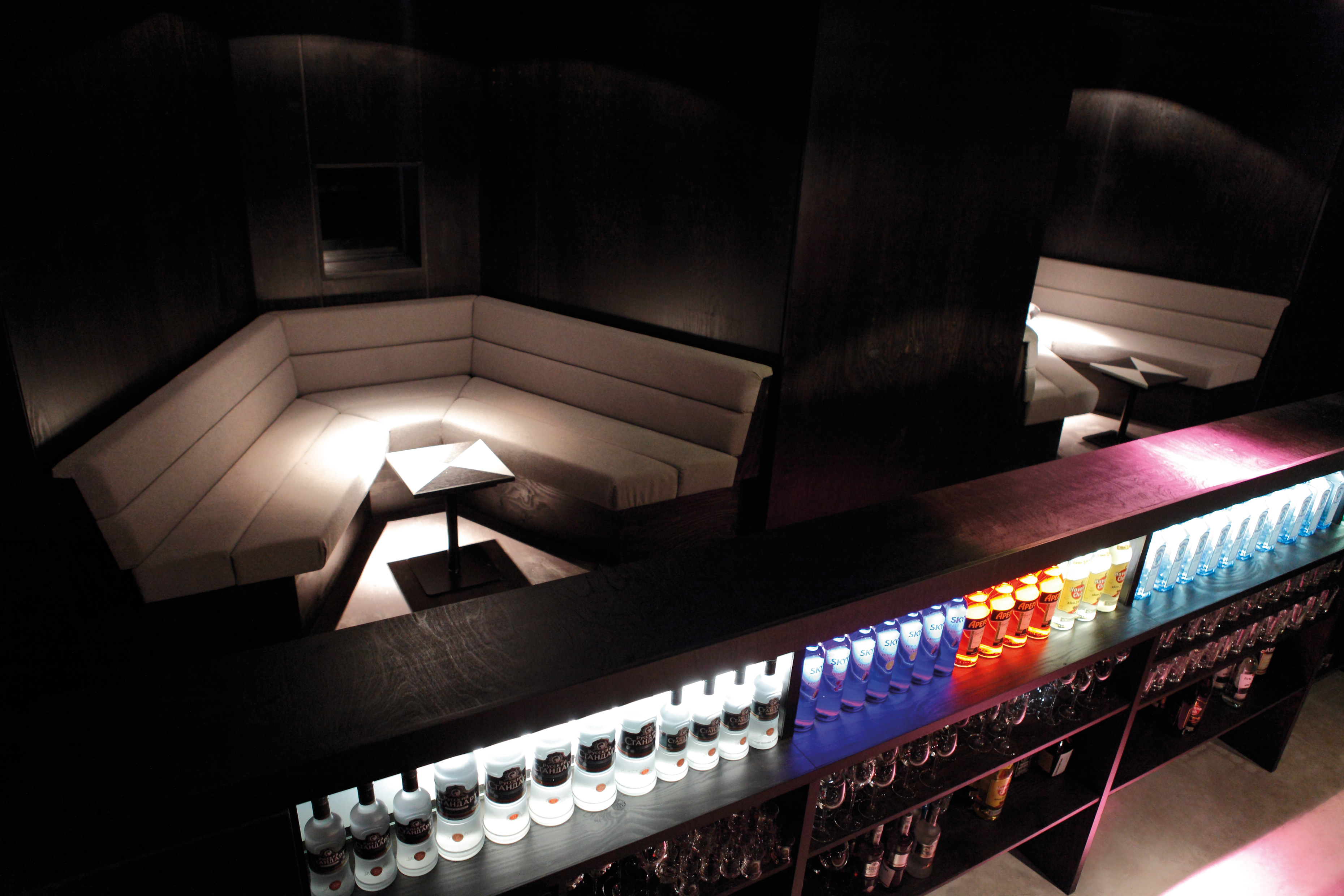
Sitzplätze waren rar, entsprechend dem beabsichtigten Schwerpunkt auf das Tanzen
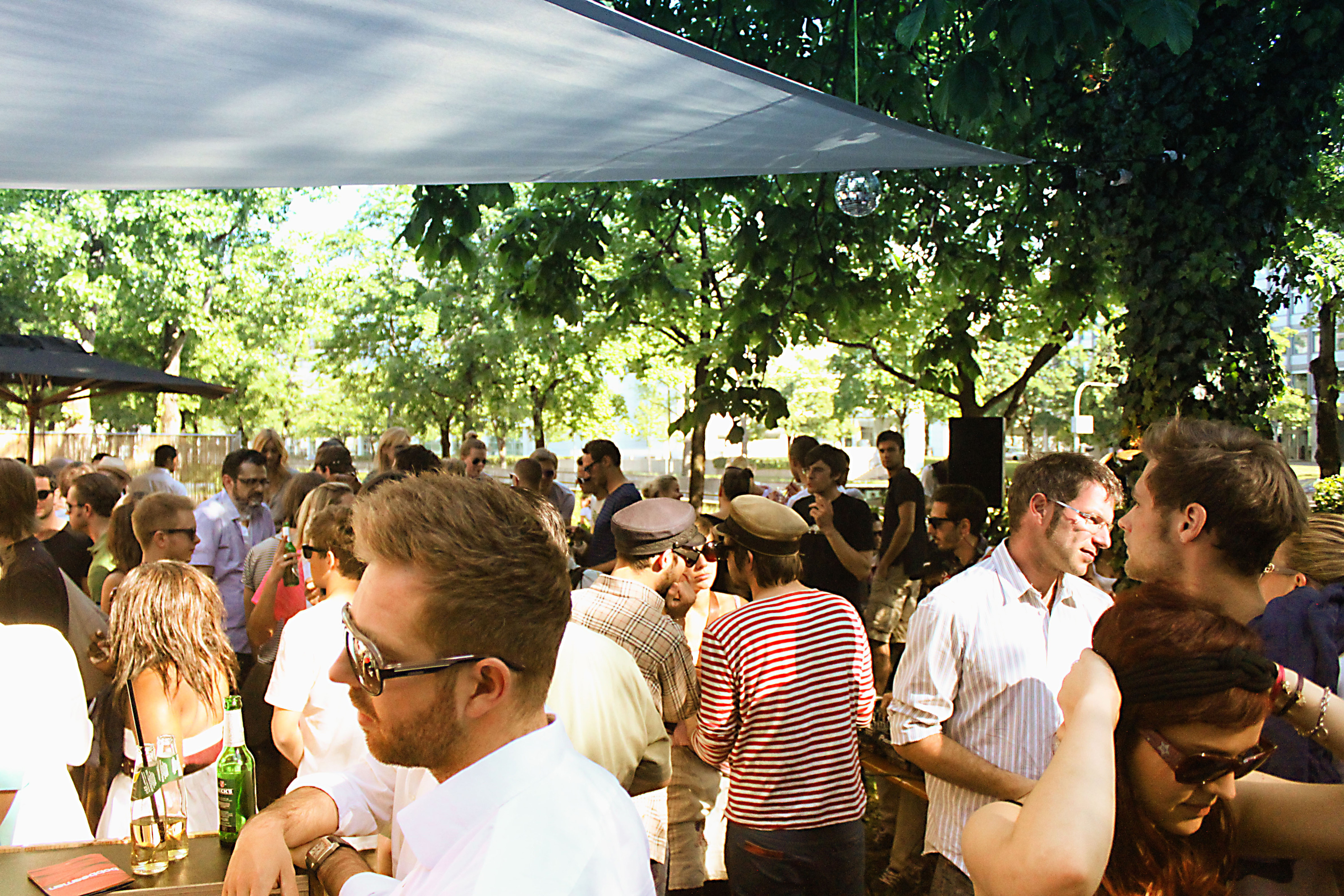
Im Sommer gab es einen Außenbereich, der eine Quelle für Differenzen mit der Nachbarschaft war
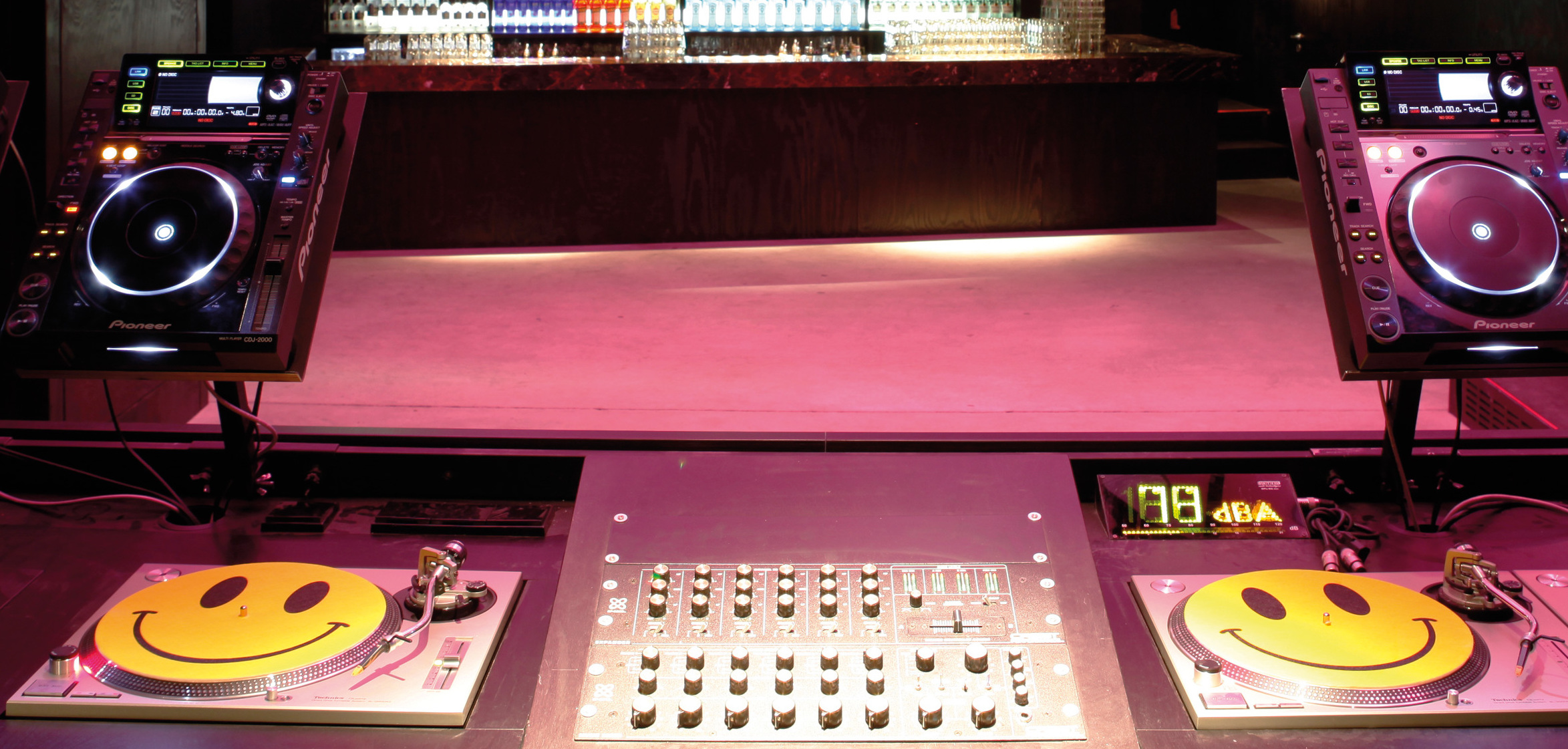
Das DJ-Pult bestand aus Beton, um Rückkopplungen des Lautsprecher- und Trittschalls auf die Clubstandard-Plattenspieler Technics SL-1200 zu verhindern